# Vicente Arraya
Vicente Arraya Castro (* 25. Januar 1922 in Oruro; † 21. September 1992 in La Paz) war ein bolivianischer Fußballtorwart. Er nahm mit der bolivianischen Nationalmannschaft an der Fußball-Weltmeisterschaft 1950 teil. Nach seiner aktiven Karriere war er Fußballtrainer.

## Karriere

### Verein
Obwohl Vicente Arraya in Oruro geboren wurde, debütierte er Ende der 1930er Jahre bei Ferroviario La Paz. Anschließend wechselte er zum Club The Strongest, wo er gute Leistungen zeigte. Im Jahr 1941 wurde er während eines Spiels zwischen The Strongest und CA Independiente von argentinischen Fußballfunktionären beobachtet. Beim Besuch von Verantwortlichen des argentinischen Vereins Atlanta 1944 wurde er verpflichtet und war damit zusammen mit Alberto Achá (ebenfalls von The Strongest, der im selben Jahr nach Mexiko wechselte) einer der ersten bolivianischen Spieler, die ins Ausland wechselten. Er spielte in der Saison 1944 für Atlanta aus Buenos Aires und zeigte in den acht Spielen, die er absolvierte, starke Leistungen. Dort erhielt er aufgrund seiner Schnelligkeit den Spitznamen La Flecha Andina (dt.: der Andenpfeil). 1945 kehrte er zu The Strongest zurück, wo er seine erfolgreiche Karriere fortsetzte, bis er 1952 seine Laufbahn noch mit einem Titel im Campeonato Paceño beendete.

### Nationalmannschaft
Arraya debütierte 1938 bei den ersten Bolivarischen Spielen in Bogotá, bei denen Bolivien die Silbermedaille erreichte. In den 1940er Jahren war er unumstrittener Stammtorhüter der Nationalmannschaft und nahm an den Südamerikameisterschaften 1945, 1946, 1947 und 1949 teil. Bestes Ergebnis für Bolivien war 1949 der vierte Platz. Im Folgejahr nahm Arraya mit Bolivien an der Weltmeisterschaft in Brasilien teil. Dort kam er im einzigen Spiel gegen den späteren Weltmeister Uruguay nicht zum Einsatz. Insgesamt bestritt er 26 Länderspiele.

### Trainer
Nach seiner aktiven Laufbahn trainierte er die bolivianischen Klubs The Strongest, Chaco Petrolero und Always Ready. Mit letzterem unternahm er 1961 die erste und bis heute einzige Europatour eines bolivianischen Vereins. Zudem war er Trainer der bolivianischen Nationalmannschaft bei der Südamerikameisterschaft 1959 in Argentinien, bei der Bolivien mit einem Punkt aus sechs Spielen den letzten Platz belegte.

## Erfolge
The Strongest
- Campeonato Paceño: 1943, 1945, 1946, 1952